# Овощарци
Овощàрци е село в Северна България, община Габрово, област Габрово.

## География
Село Овощарци се намира на около 6 km източно от центъра на град Габрово, по излизащия от квартал Стефановци на Габрово общински път през село Орловци, който след Овощарци продължава до село Калчовци. Разположено е в западните разклонения на Габровските височини, в землището на село Кметовци. Надморската височина в центъра на селото е около 483 m.
Населението на Овощарци към 1934 г. е 70 души, към 1985 г. намалява до трима, като същата численост има и към 2019 г.

## История
През 1995 г. дотогавашното населено място колиби Овощарци придобива статута на село.
Изпълнителната власт в село Овощарци към 2020 г. се упражнява от кметски наместник.

## Население
Преброяване на населението през 2011 г.
Численост и дял на етническите групи според преброяването на населението през 2011 г.:
|                     | Численост | Дял (в %) |
| Общо                | 5         | 100,00    |
| Българи             | 5         | 100,00    |
| Турци               | 0         | 0,00      |
| Цигани              | 0         | 0,00      |
| Други               | 0         | 0,00      |
| Не се самоопределят | 0         | 0,00      |
| Неотговорили        | 0         | 0,00      |